# 愛爾蘭參議院
愛爾蘭参议院（愛爾蘭語發音：[ˈʃan̪ˠəd̪ˠ ˈeːɾʲən̪ˠ]）是爱尔兰國会的上議院。與下議院不同的是，上議院議員不經直接選舉產生，而是透過總理任命和間接選舉等方式產生。它的權力遠遠弱於眾議院，上議院只能拖延它不同意的法律的立法進度，而不是徹底否決它們。2011年3月的政府承諾，將廢除參議院列為長遠憲法改革計劃的一部分。

## 成員
參議院由 60 名參議員組成，組成如下：
- 十一名由總理提名。
- 六名由兩所愛爾蘭大學的畢業生選出：
  - 三人由都柏林大學畢業生
  - 三人由愛爾蘭國立大學畢業生
- 43名由眾議員、郡市議員和即將卸任的參議員從五個功能組別中選出的：
  - 行政組別七名：公共行政和社會服務
  - 農業組別十一名：農業和漁業
  - 文化組別五名：教育、藝術、愛爾蘭語言及文化
  - 工商組別九名：工業和商業
  - 勞工組別十一名：勞工

## 外部連結
- Report on Reform of the Seanad – Report of Seanad Éireann Committee on Procedure and Privileges Sub-Committee on Seanad Reform, from official Oireachtas website.
- 官方网站